# コガネムシ上科
コガネムシ上科（こがねむしじょうか）Scarabaeoidea は甲虫目多食亜目コガネムシ下目に含まれる上科の一つ。この上科のみでコガネムシ下目（こがねむしかもく） Scarabaeiformia を構成する。

## 概要
触角は通常10節からなり、その先端数節（3-7節）の各節が、内側もしくは前方に突出して扇状やブラシ状を呈するのが特徴である。約35,000 種前後が知られているが、未記載種も多く、毎年およそ200種ほどが新種記載されリストに追加されている。
しかし近年の研究では、この上科はおそらく単系統群ではなく、ハネカクシ上科のうちの一部を集めたものである可能性も示唆されている。従ってこの上科の構成などは見直しの途上にあり、下記の科リストは暫定的なもので、近い将来には時代遅れのものになる可能性がある。

## 含まれる科
『American Beetles』によれば以下の科が含まれる。
- Belohinidae Paulian, 1959
- Bolboceratidae Laporte de Castelnau, 1840 : ムネアカセンチコガネ科
- Ceratocanthidae White, 1842 (= Acanthoceridae) : マンマルコガネ科
- Diphyllostomatidae Holloway, 1972 : ホソマグソクワガタ科
- Geotrupidae Latreille, 1802 : センチコガネ科
- Glaphyridae MacLeay, 1819 : ヒゲブトハナムグリ科
- Glaresidae Semenov-Tian-Shanskii et Medvedev, 1932 : ニセコブスジコガネ科
- Hybosoridae Erichson, 1847 : アツバコガネ科
- Lucanidae Latreille, 1804 : クワガタムシ科
- Ochodaeidae Mulsant and Rey, 1871 : アカマダラセンチコガネ科
- Passalidae Leach, 1815 : クロツヤムシ科
- Pleocomidae LeConte, 1861 : フユセンチコガネ科
- Scarabaeidae Latreille, 1802 : コガネムシ科
- Trogidae MacLeay, 1819 : コブスジコガネ科